# Ipidecla
Genre
Ipidecla est un genre d'insectes lépidoptères de la famille des Lycaenidae et de la sous-famille des Theclinae présents en Amérique.

## Dénomination
Le genre a été nommé par Harrison Gray Dyar en 1916.

## Liste des espèces
- Ipidecla crepundia (Druce, 1909); présent en Colombie, au Pérou, au Brésil, à Trinité-et-Tobago et en Guyane
- Ipidecla miadora Dyar 1916; présent au Mexique
- Ipidecla schausi (Godman & Salvin, [1887]); présent en trois isolats un au Mexique et à Panama, un en Argentine et au Paraguay et un au Pérou, au Brésil et en Guyane[1],[2].

## Répartition
Les Ipidecla sont présents en Amérique centrale et Amérique du Sud.